# Headphone
Headphone is een Belgische popgroep die in 2001 werd opgericht in Gent.
De debuutsingle Ghostwriter en opvolger She is electric werden uitgebracht in 2008 en scoorden hoog in De eindafrekening 2008. De band speelde dat jaar tevens op Pukkelpop. 

## Discografie
| Album met hitnotering(en) in de Vlaamse Ultratop 200 albums | Datum van verschijnen | Datum van binnenkomst | Hoogste positie | Aantal weken | Opmerkingen |
| ----------------------------------------------------------- | --------------------- | --------------------- | --------------- | ------------ | ----------- |
| Ghostwriter (PIAS)                                          | 2008                  | 31-05-2008            | 21              | 14           |             |
| Woods (PIAS)                                                | 2011                  |                       |                 |              |             |
| Raincoat (Fugitive Motel)                                   | 2013                  |                       |                 |              |             |